# Fuwa Mitsuharu
Fuwa Mitsuharu (不破 光治?; ... – 14 dicembre 1580) è stato un samurai giapponese del periodo Sengoku, servitore del clan Oda.

## Biografia
Mitsuharu proveniva dalla provincia di Mino e fu inizialmente un servitore dei Toki, e poi del clan Saitô. Più tardi si unì a Oda Nobunaga e lo servì in gran parte con la sua capacità diplomatica. Nel 1575 ottenne della proprietà nella provincia di Echizen e divenne uno degli "Echizen Triumvir" (Sanninshu) assieme a Maeda Toshiie e Sassa Narimasa.